# Robert Milton Zollinger
Robert Milton Zollinger (ur. 4 września 1903 roku w Millersport, Ohio, zm. w 1992 roku) – amerykański chirurg. Podczas II wojny światowej służył w wojsku osiągając stopień pułkownika. W latach 1958–1986 był redaktorem naczelnym American Journal of Surgery.
Od jego nazwiska pochodzi nazwa zespołu Zollingera-Ellisona, schorzenia układu pokarmowego polegającego na powstawaniu licznych, trudno gojących się owrzodzeń przewodu pokarmowego.